# Ауверс, Артур
Артур Юлиус Георг Фридрих фон А́уверс (нем. Arthur Julius Georg Friedrich von Auwers; 12 сентября 1838, Гёттинген — 24 января 1915, Берлин) — немецкий астроном.

## Жизнь и деятельность
Образование получил в Гёттингенском и Кёнигсбергском университетах, с 1866 работал в Готской обсерватории. Научные работы относятся к астрометрии. В 1888 г. издал новую обработку 3000 брадлеевских звезд. В течение многих лет каталог Ауверса-Брадлея оставался основой всех исследований о движении звезд (до появления «Предварительного генерального каталога» Л.Босса, содержавшего 6188 звезд). Изучал влияние спутников Сириуса и Проциона на движение главных звёзд. Определил параллакс Солнца по наблюдениям малых планет и прохождений Венеры по диску Солнца в 1874, 1882.
Отец известного химика Карла Фридриха фон Ауверса, дед физика Отто Артура Зигфрида фон Ауверса.

## Награды
- Золотая медаль Королевского астрономического общества (1888)
- Медаль Джеймса Крейга Уотсона (1891)
- Медаль Кэтрин Брюс (1899).

Кратер Ауверс на Луне назван в его честь.

## Членство в академиях
- Берлинская академия наук (1866)[2]
- Петербургская академия наук, член-корреспондент c 1873, почётный член c 1904[3]
- Лондонское королевское общество, иностранный член с 1879[4]
- Национальная академия наук США, иностранный член с 1883[5]
- Парижская академия наук (1892; член-корреспондент)[6]